# Brabham BT48
O BT48 é o modelo da Brabham da temporada de 1979 da Fórmula 1. Condutores: Niki Lauda e Nelson Piquet.
Piquet conduziu o BT48 a partir do GP do Brasil.

## Resultados[1]
(legenda)
| Ano  | Chassi | Motor               | N° | Pilotos       | 1     | 2     | 3   | 4     | 5     | 6     | 7     | 8     | 9     | 10    | 11    | 12    | 13    | 14  | 15  | Pontos | Posição |  |
| ---- | ------ | ------------------- | -- | ------------- | ----- | ----- | --- | ----- | ----- | ----- | ----- | ----- | ----- | ----- | ----- | ----- | ----- | --- | --- | ------ | ------- |  |
|      |        |                     |    |               |       |       |     |       |       |       |       |       |       |       |       |       |       |     |     |        |         |  |
|      |        |                     |    |               | ARG   | BRA   | RSA | USW   | ESP   | BEL   | MON   | FRA   | GBR   | GER   | AUT   | NED   | ITA   | CAN | USA |        |         |  |
| 1979 | BT48   | Alfa Romeo 1260 V12 | 5  | Niki Lauda    | Ret G | Ret G | 6 G | Ret G | Ret G | Ret G | Ret G | Ret G | Ret G | Ret G | Ret G | Ret G | 4 G   |     |     | 712    | 8º      |  |
| 1979 | BT48   | Alfa Romeo 1260 V12 | 6  | Nelson Piquet |       | Ret G | 7 G | 8 G   | Ret G | Ret G | Ret G | Ret G | Ret G | 12 G  | Ret G | 4 G   | Ret G |     |     | 712    | 8º      |  |

↑1  No GP da Argentina, Piquet pilotou o Brabham BT46. 
↑2  Nos GPs: Canadá e Estados Unidos, Piquet e Zunino utilizaram o Brabham BT49 equipado com motor Ford Cosworth.